# 湖南省示范性普通高级中学
湖南省示范性普通高级中学，是湖南省教育厅评定的湖南省优质普通高级中学（高中区分为普高和职高），取代了之前的“湖南省重点高中”，2009年，湖南省示范性普通高级中学达到140所。

## 近年发展
2010年，长沙市一中、湖南师大附中、长沙市长郡中学、长沙市雅礼中学联合湖南省140多所示范性普通高级中学，向湖南公民作出承诺：

- 不办任何形式的尖子班、重点班
- 不违规抢生源
- 严格执行课程计划，开齐开足开好所有课程，决不随意调整、增减课程和课时，不赶超教学进度
- 严格规范教学时间和教学行为，节假日不补课，不搞家教家养，所有在职教师不到校外兼职兼课，不推荐培训机构

2012年，湖南省教育厅对“攸县一中、衡阳市一中、溆浦县一中”三所省示范性普通高中做出停牌处理；对办学行为欠规范的“长沙县一中、岳阳市十五中、益阳市一中及其相关教育行政部门”提出通报批评。5月，对”湘潭市湘机子弟中学“违规补课、违规收费、管理不善等问题作出处理，取消其省示范性普通高中资格。